# Margina
Margina (en hongrois : Marzsina, en allemand : Marschina) est une commune du județ de Timiș en Roumanie.